# Pevek
Pevek (en russe : Певек, en tchouktche : Пээкин ou Пээк) est une ville du district autonome de Tchoukotka, en Russie, centre administratif du raïon du Tchaoun. Pevek est la deuxième ville du district avec 4 230 habitants en 2023. C'est également une ville portuaire, et la ville la plus au nord de Russie.
Située sur les rives de la baie de Tchaoun, en face de l'île de Raoutan, elle est baignée par l'océan Arctique. Elle fut fondée en 1933 comme port ainsi que comme site hébergeant des goulags ; le Tchaounlag et le Tchaountchoukotlag, les deux appartenant à la Direction principale de la construction de l'Extrême-Nord du NKVD, connue sous le nom de Dalstroï. À la fin des années 1950, les goulags ont été fermées, mais la ville a continué son essor grâce aux subventions de l'Union soviétique. Mais la dislocation de l'Union affecte grandement la ville, perdant plus de la moitié de sa population en 13 ans, entre 1989 et 2002.
Malgré sa position, aux confins du pays, et au-delà du cercle Arctique, elle est l'un des ports de la route maritime du nord, route maritime vouée à être de plus en plus utilisée à cause du changement climatique et de la fonte de la banquise dans l'Arctique. Mais ce changement climatique la met aussi à risques, la ville est construite sur le permafrost, sol gelé en permanence, qui s'il venait à fondre, menacerait les fondations de la ville entière. Dans l'optique de cette future affluence, la ville gagne de plus en plus d'intérêt auprès du Kremlin. En 2019, la ville devenue la première au monde à posséder sa centrale nucléaire flottante, l'Akademik Lomonosov, alimentant la ville et sa région.

## Géographie
Pevek est située dans la baie de Tchaoun, au-delà du cercle Arctique, à 631 km au nord-ouest d'Anadyr et à 5 565 km au nord-est de Moscou.

### Climat
| Mois                                        | jan.     | fév.     | mars       | avril    | mai       | juin       | jui.      | août      | sep.       | oct.       | nov.       | déc.       | année     |
| ------------------------------------------- | -------- | -------- | ---------- | -------- | --------- | ---------- | --------- | --------- | ---------- | ---------- | ---------- | ---------- | --------- |
| Température minimale moyenne (°C)           | −28,9    | −29,6    | −25,6      | −18,9    | −5,6      | 2,3        | 5,5       | 5         | 1,9        | −6,6       | −17,9      | −25,9      | −12       |
| Température moyenne (°C)                    | −25,6    | −26,2    | −21,4      | −14,3    | −2,2      | 6,1        | 9         | 7,8       | 3,9        | −4,7       | −14,7      | −22,8      | −8,8      |
| Température maximale moyenne (°C)           | −22,3    | −22,7    | −17,2      | −10,3    | 1         | 10,7       | 13,4      | 10,9      | 6          | −2,9       | −11,8      | −19,8      | −5,4      |
| Record de froid (°C) date du record         | −45 1973 | −50 1978 | −43,3 2010 | −41 1976 | −30 1975  | −10,6 1983 | −2,2 1970 | −5,1 1988 | −12,7 1983 | −29,3 1986 | −39,7 1982 | −40,6 1990 | −50 1978  |
| Record de chaleur (°C) date du record       | 8,9 1971 | 5,6 2014 | 5,8 2011   | 8,6 2018 | 17,1 2016 | 27 1974    | 29,2 2010 | 25,7 2014 | 20,3 2009  | 14,5 2018  | 8 1973     | 8,9 1955   | 29,2 2010 |
| Précipitations (mm)                         | 18       | 13       | 9          | 9        | 9         | 19         | 36        | 34        | 26         | 21         | 16         | 14         | 224       |
| Record de pluie en 24 h (mm) date du record | 15 2002  | 11 1980  | 6 1979     | 14 2007  | 9 1978    | 15 1974    | 20 1974   | 41 1980   | 19 1977    | 10 1981    | 12 1974    | 12 1982    | 41 1980   |
| Nombre de jours avec précipitations         | 0        | 0        | 0          | 0        | 1         | 6          | 13        | 12        | 8          | 0,4        | 0,2        | 0          | 41        |
| Humidité relative (%)                       | 83       | 82       | 82         | 83       | 78        | 74         | 78        | 80        | 80         | 80         | 84         | 83         | 81        |
| Nombre de jours avec neige                  | 17       | 18       | 14         | 13       | 13        | 5          | 4         | 3         | 15         | 20         | 17         | 18         | 157       |
| Nombre de jours avec brouillard             | 1        | 2        | 0,2        | 0        | 2         | 2          | 2         | 2         | 2          | 1          | 1          | 0,1        | 15        |

| Diagramme climatique                                  |              |             |             |        |           |           |         |        |            |              |              |
| J                                                     | F            | M           | A           | M      | J         | J         | A       | S      | O          | N            | D            |
| −22,3−28,918                                          | −22,7−29,613 | −17,2−25,69 | −10,3−18,99 | 1−5,69 | 10,72,319 | 13,45,536 | 10,9534 | 61,926 | −2,9−6,621 | −11,8−17,916 | −19,8−25,914 |
| Moyennes : • Temp. maxi et mini °C • Précipitation mm |              |             |             |        |           |           |         |        |            |              |              |

## Histoire
Fondée en 1933, Pevek reçut le statut de commune urbaine en 1950, puis celui de ville en 1967.
En 2019, elle a reçu la première centrale nucléaire flottante russe, l'Akademik Lomonosov , permettant de fournir de l'électricité à la ville et sa région.

## Ville portuaire

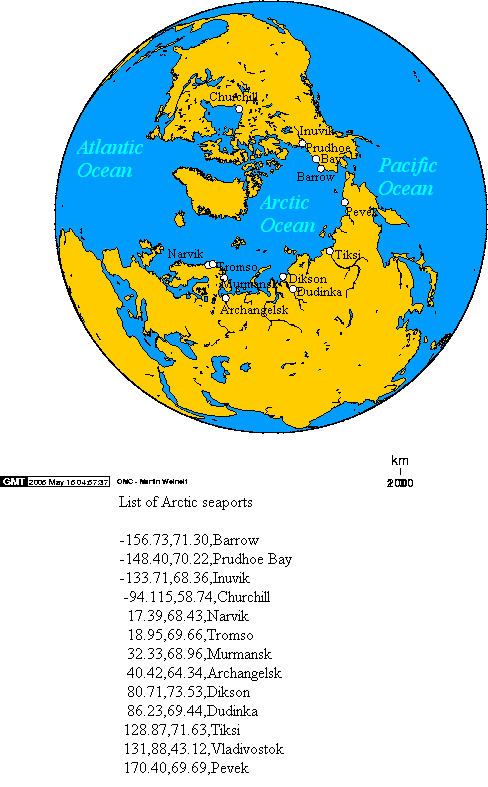
Pevek et les autres ports arctiques

C'est l'un des ports de la route maritime du nord entre l'océan Atlantique et l'océan Pacifique par l'océan Arctique. Moins d'une dizaine de cargos accostent chaque année dans ce port, chargés de produits vitaux pour les habitants qui ne disposent d'aucune autre source d'approvisionnement.

## Population
Recensements (*) ou estimations de la population
| 1959* | 1970*  | 1979*  | 1989*  | 1992   | 1996  |
| ----- | ------ | ------ | ------ | ------ | ----- |
| 5 752 | 10 528 | 11 060 | 12 915 | 11 900 | 7 400 |

| 1998  | 2000  | 2001  | 2002* | 2003  | 2004  |
| ----- | ----- | ----- | ----- | ----- | ----- |
| 6 700 | 5 600 | 5 100 | 5 206 | 5 200 | 4 800 |

| 2005  | 2006  | 2007  | 2008  | 2009  | 2010* |
| ----- | ----- | ----- | ----- | ----- | ----- |
| 4 585 | 4 557 | 4 466 | 4 368 | 4 198 | 4 162 |

| 2011  | 2012  | 2013  | 2014  | 2015  | 2016  |
| ----- | ----- | ----- | ----- | ----- | ----- |
| 4 200 | 4 774 | 4 969 | 4 718 | 4 721 | 4 743 |

| 2017  | 2018  | 2019  | 2020  | 2021  | 2022  |
| ----- | ----- | ----- | ----- | ----- | ----- |
| 4 547 | 4 329 | 4 053 | 4 494 | 4 513 | 4 890 |